# Eurípedes Miranda
Eurípedes Miranda Botelho, ou apenas Eurípedes Miranda, (Cardoso, 20 de fevereiro de 1954) é um administrador, delegado de polícia, advogado e político brasileiro, outrora deputado federal por Rondônia.

## Dados biográficos
Filho de Jerônimo Gomes Botelho e Hilda Alves de Miranda Botelho. Administrador formado em 1977 no Centro Universitário de Votuporanga e advogado pela Faculdade de Direito de São Carlos em 1980, trabalhou na Companhia de Saneamento Básico do Estado de São Paulo (Sabesp) como gerente seccional entre 1977 e 1983, migrando para Rondônia no ano seguinte, onde tornou-se delegado de polícia e em julho de 1986 foi escolhido primeiro vice-presidente da Associação dos Delegados de Polícia Civil de Rondônia.
Secretário de Segurança Pública no governo Jerônimo Santana, elegeu-se deputado estadual via PMN em 1990. Durante o seu mandato, ingressou no PDT sendo eleito deputado federal em 1994 e 1998, reassumindo brevemente como secretário de Segurança Pública no governo Valdir Raupp. Derrotado na eleição para senador em 2002, ocupou uma diretoria nas Centrais Elétricas de Rondônia no governo Ivo Cassol, figurando como suplente de deputado federal pelo PT em 2006. Candidato a suplente de senador na chapa de Fátima Cleide em 2010, não obteve êxito.